# Universitat Politècnica de Bucarest
Universitat Politècnica de Bucarest (en romanès: Universitatea Politehnica din București) és una universitat tècnica a Bucarest, Romania. Darrerament s'han celebrat 200 anys d'activitat, ja que la universitat es va fundar l'any 1818. La Universitat Politècnica està classificada pel Ministeri d'Educació com una universitat d'educació i recerca avançada.
La Universitat és membre de l'Associació Europea per a l'Educació Internacional (EAIE), l'Associació Universitària Europea (EUA), el Consell d'Educació Doctoral de l'EUA, el CESAER (consell d'universitats de ciència i tecnologia a Europa) i l'Aliança Romanesa d'Universitats Tècniques (ARUT).

## Història
La Universitat Politècnica de Bucarest és la universitat tècnica més gran de Romania. Les seves tradicions estan relacionades amb la fundació de la primera escola tècnica superior a Valàquia, l'any 1818, per Gheorghe Lazăr. Nascut a Avrig, Transsilvània, Gheorghe Lazăr va estudiar a Sibiu, Cluj i Viena. El 1817–1818 es va esforçar per convèncer els nobles locals de la necessitat de donar suport a una escola tècnica moderna a Romania. Així, el 24 de març de 1818, per un edicte príncep de Ioan Caragea, es va organitzar l'Escola Tècnica Superior d'Enginyers Topogràfics (Școala Tehnică Superioară pentru Ingineri Hotarnici) dins de l'Escola Acadèmica de Filosofia i Ciències Matemàtiques de l'Acadèmia Príncep Saint Sava.
L'any 1832 es va reorganitzar l'escola, que inclou quatre cicles, d'acord amb el que disposa el Reglament Orgànic. Entre altres facultats, la de ciències exactes incloïa assignatures com ara trigonometria aplicada, geodèsia, mineralogia, enginyeria gràfica, geometria descriptiva, elements mecànics aplicats a màquines ordinàries, principis de construcció de carreteres i ponts, elements d'arquitectura, etc. Els graduats estaven obligats a treballar durant tres anys per a l'estat, o bé a retornar la beca rebuda.
El 1862, el governant dels Principats Units, Alexandru Ioan Cuza, havia establert per un altre Decret Príncep un conjunt de normes per a l'organització dels enginyers civils, la jerarquia dels enginyers o conductors, els seus sous, les condicions d'admissió i promoció, eren clarament. definit. L'1 d'octubre de 1864 es va constituir l'Escola de Ponts i Camins, Mines i Arquitectura.

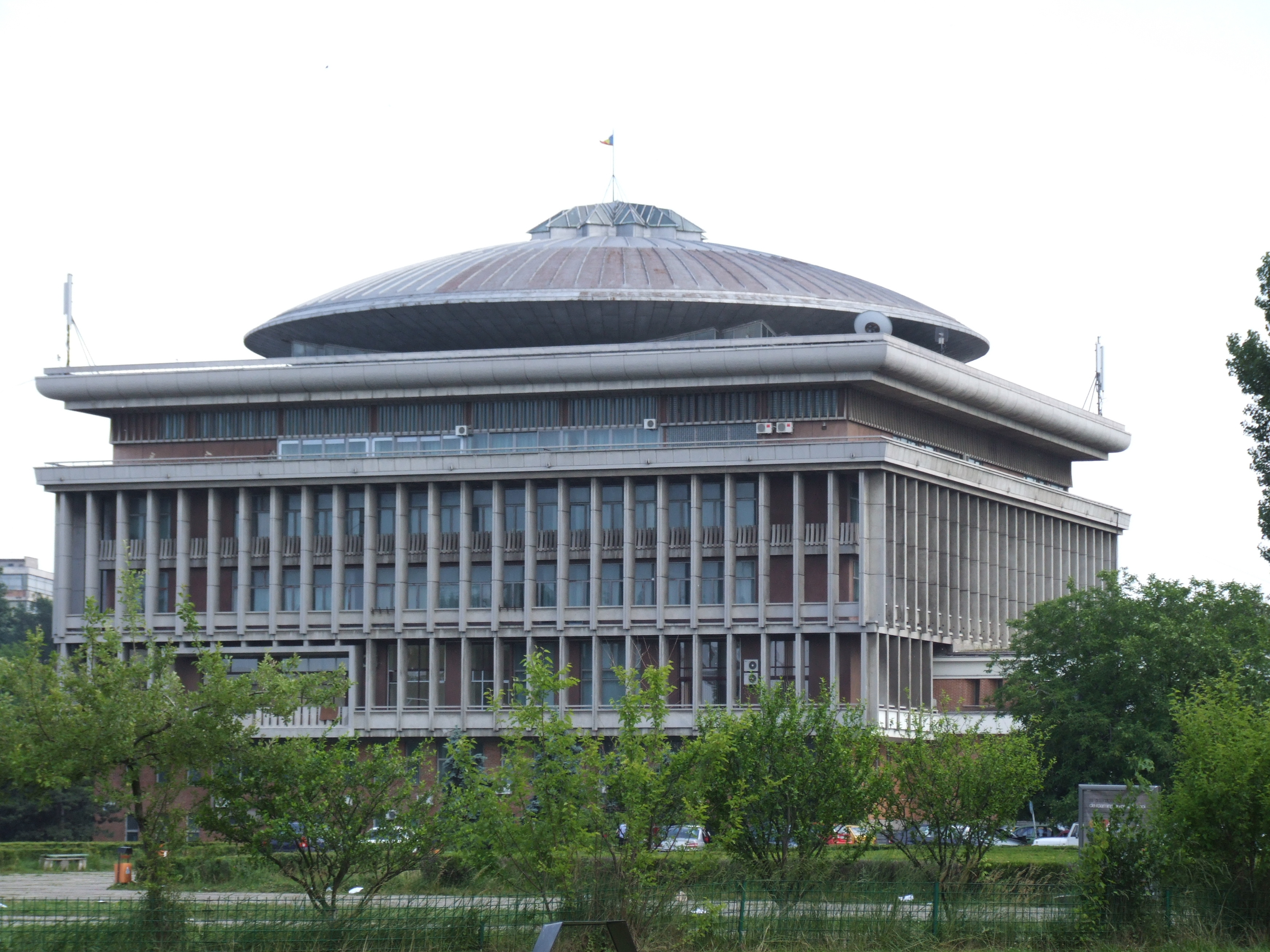
Edifici administratiu principal "Rectorat"

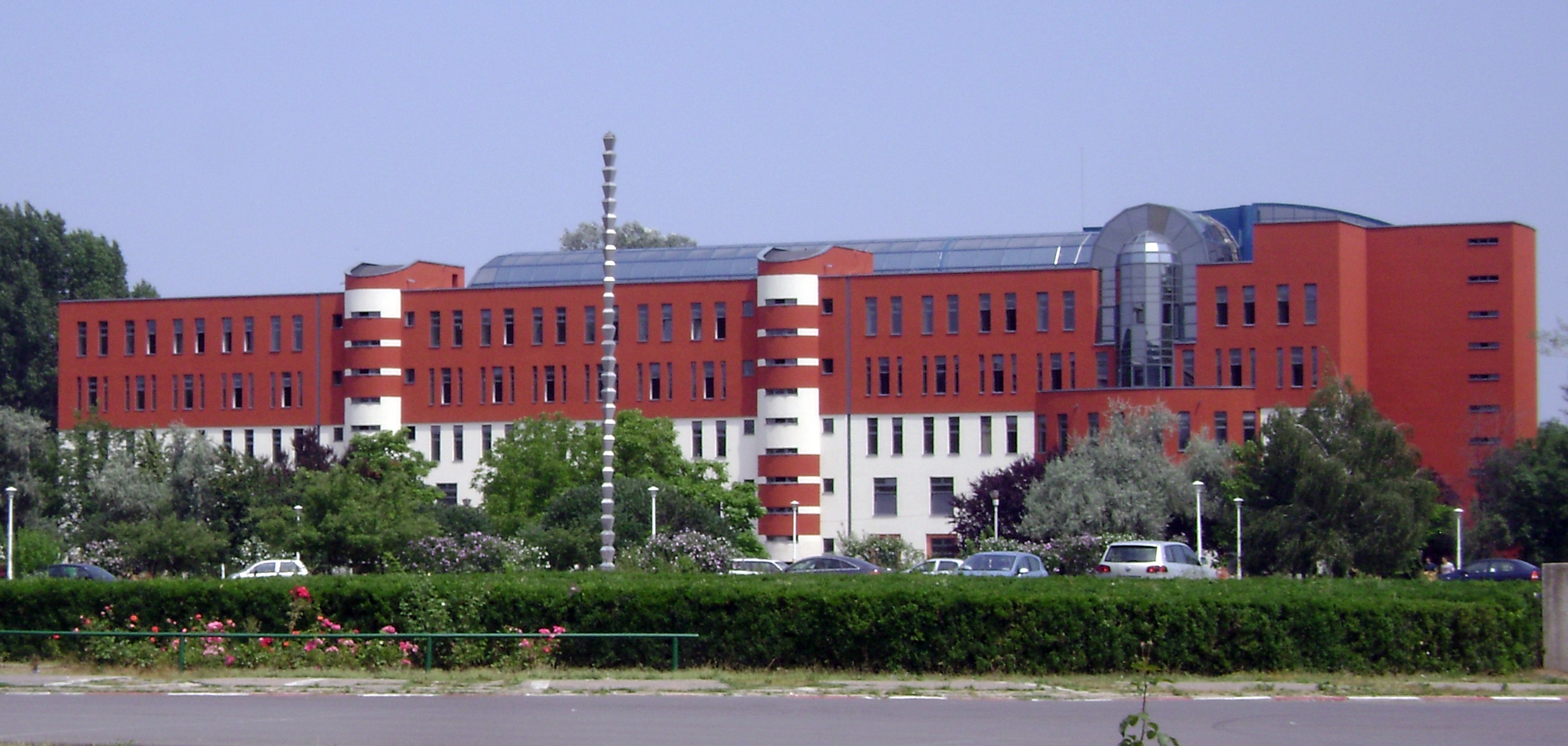
L'edifici de la biblioteca

Una figura important de l'"Escola de Ponts, Camins i Mines" va ser Gheorghe Duca. Ja l'any 1887 analitza el contingut dels cursos, trobant les debilitats de l'escola, així com les millors solucions per millorar-ne el nivell acadèmic. En aquells temps, una condició substancial era la severitat imposada a la conducta dels alumnes, a més de l'avaluació. Els alumnes que no obtenien resultats suficients o que assistien al curs de manera irregular, van ser expulsats ràpidament de l'escola. Efectivament, al principi, l'any preparatori no tenia proves d'admissió.
A partir de 1881 es va introduir una prova d'admissió; la màxima prioritat era la qualitat dels candidats, essent menys important el nombre de seleccionats. Gheorghe Duca va intentar i va aconseguir portar els millors professors a l'"Escola Nacional de Ponts i Carreteres"; entre aquests hi havia David Emmanuel (Matemàtiques elementals), Spiru Haret (Àlgebra superior i geometria analítica), CM Mironescu (Estadística i Enginyeria Gràfica), Constantin Istrati (Física) o Anghel Saligny (Ponts i carreteres). A més, el mateix Gheorghe Duca era considerat la màxima autoritat en ferrocarril a finals del segle xix. Potser va ser un moment d'inflexió, quan es va demostrar clarament que Romania era capaç d'aconseguir per si mateixa allò que s'havia considerat probable que només s'aconseguia a l'estranger, és a dir, la formació d'especialistes en ciència i enginyeria altament qualificats.
L'any 1890 també va representar un moment transcendental, quan a l'Escola Nacional de Ponts i Camins es va constituir una nova comissió. La seva funció principal era emetre certificats d'equivalència dels títols d'enginyeria obtinguts a l'estranger, transformant així aquesta escola nacional en un model d'avaluació dels estudis de tècnic superior.
Nicolae Vasilescu-Karpen va ser nomenat director de l'escola el febrer de 1920. Com a resultat directe dels seus esforços, el govern va aprovar l'establiment d'Escoles Politècniques a Romania, concebudes com a institucions d'educació superior, semblants a les universitats, que tenien com a objectiu final la formació d'enginyeria sota el Ministeri de Foment.
L'Escola Politècnica es va constituir transformant l'"Escola Nacional de Ponts i Carreteres" en "Escola Politècnica de Bucarest". En la seva etapa inicial constava de quatre apartats:
- Enginyeria civil;
- Mecànica i Electricitat;
- Mines i Metal·lúrgia;
- La Secció Industrial.

En aquest període, a més de l'Escola Politècnica, hi havia Instituts d'Enginyers dins les Universitats. Per exemple, la Universitat de Bucarest va acollir un institut d'enginyeria elèctrica, un institut de química industrial i un altre de química agrícola i alimentària.
Una altra pedra angular important va ser el decret 3799 de 1938 que estableix que l'ensenyament superior només podia ser impartit per les universitats, les Escoles Politècniques o les Acadèmies d'Estudis Comercials. Com a resultat directe, en el marc de "Bucarest Politehnica" es van introduir l'Acadèmia d'Alts Estudis Agrícoles, l'Acadèmia d'Arquitectura, l'Institut de Química Industrial i Química Agrícola i Alimentària, respectivament. El canvi de nom de "Escola Politècnica de Bucarest" a "Politehnica Carol II de Bucarest" també va anar acompanyat d'altres canvis. Així, Politehnica depenia del Ministeri d'Educació Nacional (en comptes del Ministeri de Foment), l'antic director esdevingué Rector de Politehnica, les diferents seccions esdevingueren Facultats, els seus presidents al seu torn, degans, etc.
Entre 1938 i 1948 la Politècnica de Bucarest va tenir set facultats: Enginyeria Civil, Electromecànica, Metal·lúrgia, Química Industrial, Silvicultura, Agronomia i Arquitectura.
Una altra transformació important es va produir l'any 1948, quan diverses Politècniques o fins i tot especialitats es van independitzar, o fins i tot es van traslladar a altres ciutats. Algunes de les noves universitats, instituts o facultats tenien les seves arrels a l'antiga "Politècnica de Bucarest". Així, els següents establiments, inicialment eren facultats o departaments a "Politehnica" de Bucarest: Universitat Tècnica d'Enginyeria Civil de Bucarest ; Universitat d'Arquitectura i Urbanisme Ion Mincu ; Universitat de Ciències Agronòmiques ; Facultat de Silvicultura - Universitat Transsilvània de Brașov ; Escola de Mines - Petroșani ; Universitat de Petroli i Gas de Ploieşti ; Facultat de Química dels Aliments - Universitat de Galați ; Facultat d'Indústria Tèxtil - Universitat Tècnica Gheorghe Asachi d'Iași.
El 1948-1992, el nom de l'escola era "L'Institut Politècnic de Bucarest". Durant uns anys es va anomenar "Institutul Politehnic 'Gheorghe Gheorghiu-Dej' București". A partir d'una resolució del Senat (novembre de 1992), l'Institut Politècnic de Bucarest es va convertir en la Universitat Politècnica de Bucarest.

## Classificació
Segons el Scimago Lab, a partir de les dades recollides entre el 2007 i el 2011, la Universitat Politècnica de Bucarest va ocupar el lloc 546 al món, el 15 regional i el número u del país per nombre de publicacions.
Al 29è Concurs Internacional de Programació Col·legiata de l'ACM, celebrat a la Universitat Jiao Tong de Xangai, el 6 d'abril de 2005, l'equip d'estudiants de Politehnica va ocupar el 10è lloc.

## Facultats
La universitat s'estructura en facultats. Les facultats són entitats acadèmiques diferents, cadascuna amb els seus propis criteris d'admissió, personal molt diferent i interacció limitada. No obstant això, hi ha una sèrie de punts en comú: totes les facultats ofereixen només titulacions d'enginyeria, hi ha uns plans d'estudis molt comuns que s'observen en el primer curs d'estudis, hi ha equipaments docents compartits i equipaments compartits per a estudiants. L'ensenyament es fa en romanès i a la Facultat d'Enginyeria en Llengües Estrangeres l'ensenyament es fa en un dels idiomes: anglès, francès i alemany. Actualment hi ha quinze facultats:
- Facultat d'Enginyeria Elèctrica;
- Facultat d'Enginyeria Energètica;
- Facultat de Control Automàtic i Informàtica;
- Facultat d'Electrònica, Telecomunicacions i Tecnologies de la Informació;
- Facultat d'Enginyeria Mecànica i Mecatrònica;
- Facultat d'Enginyeria i Gestió de Sistemes Tecnològics;
- Facultat d'Enginyeria de Sistemes Biotècnics;
- Facultat de Transports;
- Facultat d'Enginyeria Aeroespacial;
- Facultat de Ciència i Enginyeria dels Materials;
- Facultat de Química Aplicada i Ciència dels Materials;
- Facultat d'Enginyeria en Llengües Estrangeres;
- Facultat de Ciències Aplicades;
- Facultat d'Enginyeria Mèdica;
- Facultat d'Emprenedoria, Enginyeria i Direcció d'Empreses.

## Professorat i antics alumnes destacats
- Elie Carafoli enginyer aeronàutic
- Henri Coandă
- Mihai Drăgănescu President de l'Acadèmia Romanesa entre 1990 i 1994
- Traian Lalescu
- Mihail Manoilescu
- Nadia Comăneci
- Costin Nenițescu
- Aurel Persu
- Peter Estoica
- Simion Stoilow
- Gabriel Sudan
- Nicolae Vasilescu-Karpen
- Radu Voinea President de l'Acadèmia Romanesa entre 1984 i 1990
- Andrei Alexandrescu és àmpliament considerat com un dels experts més destacats en programació C++, investigador principal de Facebook, desenvolupador de D 2.0
- Rodica Baranescu expresidenta de SAE International i membre de l'Acadèmia Nacional d'Enginyeria dels EUA.
- Radu Georgescu enginyer de programari, emprenedor i fundador de GeCAD Software (tecnologia comprada per Microsoft que es va convertir en Windows Security Essentials)
- Mircea Graduat enginyer i inventor d'automoció, guanyador del premi a la innovació Ed Cole de SAE International 2008, president de SAE International
- Mihail Roco president del subcomitè de ciència, enginyeria i tecnologia a nanoescala dels Estats Units del Consell Nacional de Ciència i Tecnologia (NSET), assessor sènior de nanotecnologia de la National Science Foundation, fundador de la National Nanotechnology Initiative
- Dinu Brătianu polític, va dirigir el Partit Nacional Liberal (PNL) a partir de 1934
- Silvia Ciornei política, diputada al Parlament Europeu
- Sergiu Cunescu polític
- Ion Iliescu expresident de Romania
- Liviu Librescu enginyer i científic aeronàutic, heroi de la massacre de Virginia Tech
- Radu Manicatide enginyer i constructor d'avions, inventor del microcotxe MR
- Mihai Nadin informàtic, pioner de la interacció humana amb ordinador, director de l'Institut de Recerca en Sistemes Anticipatoris
- Sergiu Nicolaescu director de cinema
- El químic Ion Mihai Pacepa, general i el funcionari d'intel·ligència de més alt rang que mai ha desertat de l'antic bloc de l'Est
- Dan Petrescu, home de negocis i multimilionari romanès, una de les persones més riques de Romania en el seu moment
- Cristian Tudor Popescu periodista i autor de SF
- Vasile Mihai Popov enginyer de control
- Cosmonauta Dumitru Prunariu i primer romanès a l'espai
- Lawrence Rauchwerger, informàtic
- Dan Roman emprenedor, inversor i professional informàtic
- Petre Roman polític romà
- George Necula, informàtic
- Ion Stoica informàtic
- Florin-Teodor Tănăsescu, enginyer elèctric
- Mihaela Cardei, informàtica